# Королівська мечеть (Приштина)
Королі́вська мече́ть (серб. Царска џамија; алб. Xhamia e Mbretit; також мечеть султана Мехмеда Фатіха) — стародавня мечеть у Приштині (Косово), яка збудована в 1460—1461 роках, що відповідає інформації в написі над порталом, де вказано про будівництво в 865 році хіджри. Мечеть має статус пам'ятки культури виняткового значення.

## Зовнішній вигляд
Побудована через вісім років після падіння Константинополя, тобто дати, коли прийняті типологічні елементи з Айя-Софії, які визначили загальнопоширений (османсько-брусанський) тип будівництва мечетей на сербській землі — одноповерхові будівлі з куполом. Своїми строгими і спокійними пропорціями, мізерним декором як зовні, так і всередині, розмахом купола 13,5 м, тонким мінаретом, ґанком з трьома стрілчастими арками і трьома куполами, демонструє всі цінності монументальних будівель, створених у ранній період ісламської архітектури в Сербії. Побудована з кам'яних блоків. Простота пластичної обробки виразилася в оформленні порталів і вікон, а також оздобленні міхрабів, махфілів та інших елементів інтер'єру будівлі.